# Примас Германии
Примас Германии («Primas Germaniae») — титул, первоначально принадлежавший самому выдающемуся епископу (примасу) «Германии», то есть всех немецких стран. В ходе истории этот титул присваивали и использовали архиепископы Майнца, Трира, Зальцбурга, Магдебурга и Кельна, часто одновременно, что противоречило истинному значению слова. Однако этот титул никогда не ассоциировался с какой-либо властью над другими архиепископствами Империи.
Получить такие привилегии можно было только благодаря специальной папской миссии, то есть назначению на должность папского легата с широкими полномочиями.
В зависимости от своих полномочий, легаты могли фактически действовать от имени Папы в отношении других епископов. Поэтому некоторые выдающиеся архиепископы называли себя «прирождёнными легатами» (legatus natus), чтобы подчеркнуть, что их легатское достоинство было неразрывно связано с их епископством.
Однако обычные полномочия таких постоянных легатов действовать от имени Папы ограничивались территорией их престола, где они уже осуществляли высшую юрисдикцию как архиепископы.
Это звание, как и титул «Предстоятель», по сути, были лишь почётными титулами.
Магдебург утратил первенство после секуляризации по Вестфальскому миру 1648 года. Трир и Майнц были понижены до статуса епархий после Конкордата 1801 года между Святым Престолом и Францией, которой в то время принадлежали обе митрополии, а Трир был разделен на французскую епархию на левом берегу Рейна и немецкую епархию на правом берегу Рейна. Напротив, архиепископ Зальцбурга по-прежнему владеет им и по сей день. Как и архиепископ Зальцбургский, архиепископ Кельнский также носит титул Legatus natus, но редко называет себя Primas Germaniae.

## Отдельные примасы

### Майнц
Около 745 года англосаксонский миссионер Бонифаций стал епископом Майнца, который в то время имел статус викарной епархии. Бонифаций обладал чрезвычайными полномочиями, предоставленными ему Папой для его миссионерской деятельности, аналогичными полномочиям более поздних папских легатов. Ему было разрешено создавать епархии, разграничивать их территории друг от друга, а также назначать или смещать епископов внутри них. По этой причине в церковной историографии ему был присвоен личный титул «архиепископа», а в последнее время его также стали называть «апостолом немцев» из-за его заслуг перед церковью в Империи. Епархия Майнца, которая была возведена в ранг архиепископства около 780/82 года, заняла выдающееся положение среди немецких епархий благодаря своему призванию к Бонифацию. При его преемниках она стала крупнейшей церковной провинцией в империи. Кроме того, в конституционной структуре империи существовала ключевая позиция: архиепископ Майнца был имперским архиканцлером Германии и позднее входил в число семи курфюрстов, имевших право избирать короля.
Именно это, а не формальное пожалование, стало основой для первенства архиепископа Майнца, которое было подтверждено с 900 года. Однако юридически ему так и не было предоставлено первенство.  Архиепископы также никогда не использовали его в качестве канцелярского титула. 
Архиепископ Майнца не имел никаких прав по отношению к другим митрополитам.  Это был всего лишь вопрос почетного старшинства. Чтобы получить фактическую власть над своей церковной провинцией, архиепископы должны были попытаться получить от Папы Римского привилегию викариатства или дипломатического представительства. Подобные привилегии со временем предоставлялись и некоторым архиепископам, например: Архиепископы Виллигис, Адальберт I Саарбрюккенский и Конрад I Виттельсбахский.  С XI века архиепископы приняли постоянное представительство или викариат, связанный с кафедрой Майнца. Однако предъявленные таким образом требования не могли быть применены к другим митрополитам. Приоритет чести остался. В соответствии с Законом об имперской делегации 1803 года майнцские сановники были переданы церкви Регенсбурга, в чье епископство был также переведен последний архиепископ Майнца Карл Теодор фон Дальберг. С его смертью в 1817 году титул примаса с резиденцией в Регенсбурге угас.

### Трир
Для архиепископа Трира титул примаса использовался уже в IX веке, но только для провинции Бельгика Прима. В X веке он получил привилегию викариатства, которая давала ему приоритет перед всеми другими епископами империи и всеми находившимися там легатами. В XI веке архиепископы неоднократно добивались подтверждения своих привилегий, а при папе Иннокентии II — даже полномочий посла в архиепархиях Майнца, Кельна, Зальцбурга, Бремена и Магдебурга. Архиепископы Трира позднее часто именовались примасами, но сами редко использовали этот титул. У них не было первостепенной юрисдикции, как и у жителей Майнца.  Дипломатические полномочия также мешали друг другу. В 1802 году титул прекратил свое существование, когда архиепископство было упразднено и преобразовано в викарскую епархию. 

### Зальцбург

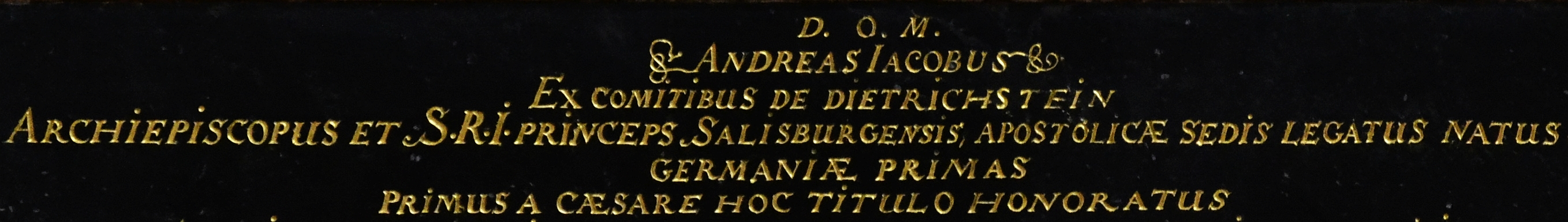
Фрагмент памятника архиепископу Андреасу Якобу фон Дитрихштейну в Зальцбургском соборе

Что касается Зальцбурга, то существование привилегии папского викариатства предполагается уже во времена первого архиепископа Арно Зальцбургского (798–821), хотя это не подтверждено документально.  В Средние века им неоднократно присваивался титул легата и викария Римского престола. Архиепископы претендовали на право называть себя естественными легатами (legati nati) и примасами Германии. Согласно надписи на памятнике архиепископу Андреасу Якобу фон Дитрихштейну (1689–1753) в Зальцбургском соборе, он был первым архиепископом Зальцбурга, официально получившим этот титул от императора Священной Римской империи. Архиепископ Зальцбургский и по сей день носит оба титула. Они не имеют юрисдикционного приоритета, но имеют литургический прецедент. Зальцбургская архиепархия — единственная, носившая титул примаса в Средние века и в ранний современный период и сохранившая ранг архиепархии даже после посленаполеоновской реорганизации.

### Магдебург
Магдебургское первенство восходит к папскому документу 986 года. В нем архиепископу вновь созданной провинции были предоставлены те же права, что и архиепископам Майнца, Трира и Кельна.  Поэтому архиепископы Магдебурга называли себя Primas Germaniae, как и архиепископы Зальцбурга, в то время как архиепископы Майнца и Трира, как уже было сказано, сами не использовали этот титул или использовали его лишь изредка.
В XV веке между архиепископом Магдебургским и архиепископом Зальцбургским возник спор о порядке старшинства на императорских рейхстагах. Этот спор был урегулирован в 1530 году компромиссом, который предусматривал, что оба должны поочередно лидировать каждый день. 
Архиепископия Магдебурга стала протестантской в период Реформацией. Избранные протестантские архиепископы продолжали использовать титул Primas Germaniae до тех пор, пока бывшее архиепископство Магдебурга не было преобразовано в светское герцогство Магдебург после Вестфальского мира в 1648 году.

### Кельн
Архиепископу Кельна также иногда присваивается титул Primas Germaniae.  Это оправдывалось чрезвычайными почетными правами резидента Кельна, которые полностью соответствовали правам других примасов. В 1240 году ему также поручили миссию в Германии. Позднее архиепископы Кельна также использовали титул Legatus natus, который они сохранили и по сей день.

## Полномочия примаса Германии
Первосвятительские кафедры являются дальнейшим развитием апостольского викариата, известного уже в раннем Средневековье (его не следует путать с современной организационной формой). Апостольские викарии осуществляли юрисдикцию Папы на закрепленных за ними территориях, выходящих за рамки их фактической ответственности. Прочная связь с конкретной епархией приводила к статусу «prima sedes» конкретной провинции. К прерогативам викариев относились, например, рукоположение митрополитов своей территории, созыв пленарных соборов или содержание апелляционного суда для решений столичных судов.
Однако на Западе примас не превратился в постоянную инстанцию между митрополитами и Апостольским престолом в Риме.  Поэтому главенство Германии всегда ассоциировалось лишь с почетным старшинством. Кроме того, как уже упоминалось, этот титул присваивался или использовался несколькими различными епископствами. Поэтому название не могло обрести никакого реального смысла.
Юридическое содержание имела лишь должность легата или викария. Со временем нескольким епископам были предоставлены права легатов. Однако соответствующие привилегии часто формулировались нечетко и предоставлялись только лично соответствующему епископу. Поэтому их истинная юридическая ценность неопределенна. 
После того как большинство примасов вскоре стали называть себя легатами по рождению (чтобы навсегда связать предоставленную им миссию с их епископством), произошел тот же эффект, что и с титулом примаса. Таким образом, титул Legatus natus вскоре стал означать лишь почетное старшинство, хотя неясно, могли ли права легата когда-либо оказать какое-либо влияние на других могущественных архиепископов.

## Первенство и Посольство сегодня

Герб архиепископа Зальцбургского как митрополита

Титул Primas Germaniae в настоящее время используется только архиепископом Зальцбургским, который также сохранил титул Legatus natus. Каноническое право предусматривает, что титул примаса включает в себя только почетные права. Титул Legatus natus больше не упоминается в Codex Iuris Canonici 1983 года, но по-прежнему используется по обычаю.
Права чести заключаются в литургическом старшинстве. Примасы предшествуют митрополитам и, в свою очередь, следуют за кардиналами и патриархами. Согласно традиции, легатам, родившимся в королевской семье, разрешается носить легатский пурпур (не путать с кардинальным пурпуром). Поэтому кисточки на их гербах всегда красные, а не зеленые, как у епископов.
Нынешним примасом Германии является архиепископ Франц Лакнер.

## Примечание
1. ↑  Paul Hinschius: System des katholischen Kirchenrechts, Bd. 1, Berlin 1869, S. 607.
2. ↑  Georg May: Der Mainzer Erzbischof als Primas, in: Archiv für katholisches Kirchenrecht 1995, S. 77f.
3. 1 2 3  Paul Hinschius: System des katholischen Kirchenrechts, Band 1, Berlin 1869, S. 608.
4. ↑  Paul Hinschius: System des katholischen Kirchenrechts, Bd. 1, Berlin 1869, S. 609.
5. 1 2 3  Paul Hinschius: System des katholischen Kirchenrechts, Bd. 1, Berlin 1869, S. 610.
6. ↑  Paul Hinschius: System des katholischen Kirchenrechts, Bd. 1, Berlin 1869, S. 611.
7. 1 2 3  Paul Hinschius: System des katholischen Kirchenrechts, Bd. 1, Berlin 1869, S. 612.
8. ↑  Georg May: Der Mainzer Erzbischof als Primas, in: Archiv für katholisches Kirchenrecht 1995, S. 87.